# JaM-10
JaM-10 (ros. ЯМ-10) – radziecka, przeciwgąsienicowa mina przeciwpancerna. Powiększona wersja miny JaM-5.
JaM-10 w odróżnieniu od innych min przeciwpancernych z korpusem drewnianym (jak np. TMD-B) ma dość skomplikowaną budowę co powoduje że nie może być produkowana w warunkach polowych. Zapalnik tupu MUW powoduje eksplozję miny pod naciskiem około 136 kg.